# Tonouchisaurus
"Tonouchisaurus" ("Tonouchiho ještěr") je neoficiálním rodovým jménem, přiděleným dosud nepopsanému teropodnímu dinosaurovi, žijícímu v období spodní křídy na území dnešního Mongolska. Typový druh "Tonouchisaurus mongoliensis" stanovil paleontolog Rinchen Barsbold v roce 1994. Šlo o velmi malého dinosaura, jehož délka nepřesáhla ani 1 metr. Mohl patřit k tyrannosauroidům, z tohoto taxonu se však zachoval jen skrovný fosilní materiál, sestávající prakticky pouze z kostí končetin. Podle George Olshevskiho je zadní končetina tříprstá (tridaktylní) a přední pouze dvouprstá (didaktylní).